# رايموند غويو
رايموند غويو (بالفرنسية: Raymond Guyot)‏ هو سياسي فرنسي، ولد في 17 نوفمبر 1903 في أوكسار في فرنسا، وتوفي في 17 أبريل 1986 في باريس في فرنسا. حزبياً، نشط في الحزب الشيوعي الفرنسي. وقد انتخب عضو مجلس الشيوخ الفرنسي وانتخب نائب فرنسي.